# Самостална радикална странка
Самостална радикална странка је била политичка странка у Краљевини Србији почетком XX века, једна од две водеће у време развијеног парламентаризма, заступник либерализма са социјалним линијама. Настала је од незадовољних чланова Народне радикалне странке. Кратко је била на власти и првенствено је представљала опозицију Србије, које се домало изједначила са странком из које је настала. СРС је временом постала једна од двије водеће партије у Србији.

## Историја
После неуспелог Ивандањског атентата на бившег краља Милана, за који су без доказа оптужени радикали, страначки прваци на челу са Пашићем нашли су се на оптуженичкој клупи. Под претњом да буде осуђен на смрт, Пашић је суду оптужио сопствену странку за бунтовнички рад и изјави да је због тога треба распустити, што му је донело помиловање, али због тога је изгубио ауторитет међу члановима странке.
Самосталну радикалну странку је основала група радикала либералнијих погледа, тј. онога што се још назива радикални либерализам, иступивши из Народне радикалне странке 1901. године. За разлику од мањих либерала и напредњака, „самосталци“ су заступали праве оновремене западњачке либералне ставове. Саму Самосталну радикалну странку су основали у Београду 1902. године, а први председник јој је био Љубомир Живковић. Сукоб је настао због радикалско-напредњачке фузије и приближавања народних радикала двору, односно Обреновићима. У основи странка није признавала априлски октроисани устав који је краљ Александар Обреновић наметнуо и није хтјела нову директиву народних радикала, у радикалско-напредној фузији. Идеолошки, самосталци су били умеренији и више налево оријентисани од „старих“, друге струје радикала под вођством Николе Пашића, који су полако постајали конзервативни и залазили ка националистичкој десници, што ће постати основа тзв. српског радикализма до данашњег дана. Својим програмом самостални радикали се залажу за повратак оригиналним идеалима Радикалне странке из 20. века: једнодомно народно представништво, парламентарну монархију, смањење пореза и стварање балканског савеза између слободних нација на Балкану, што ће доцније бити замењено идејом стварања Југославије.
Самостална радикална странка временом брзо јача и скоро се изједначује са Народном радикалном странком, која је у тренутку поделе уживала готово неоспорну народну подршку. Од 1905. до 1912. године председник јој је Љубомир Стојановић, у чијем времену су самосталци на власти под владом академика Стојановића 1905. и 1906. године. После Стојановића постаје Љубомир Давидовић, који остаје лидер СРС-а до краја. Последњи од три Љубе који су водили самосталце је убедљиво највећи печат дао СРС-у и највећи допринос.
Пред крај СРС почиње и борбу против монархове власти. Ту се поготово примећује проблем регента Александра Карађорђевића, који је био сушта супротност свога оца у погледима демократије. У време уједињења 1918. године, заједно са остатком српске опозиције, учествује као главна српска опозициона странка у преговорима о уједињењу Југословена 1918. године подржавајући политичке представнике из Државе Срба, Хрвата и Словенаца наспрам идејама Пашићеве владе с циљем што већег и прихватљивијег договора, а Н. Пашић ради на миноризацији опозиције у Србији. Као симпатизер сна јужнословенског уједињења, подржава стварање заједничке државе Срба, Хрвата и Словенаца, али сматра да је Краљевина Србија историјско-политичка творевина која се не сме једноставно утопити са Црном Гором и Југословенима под Аустроугарском у једну заједницу, већ мора очувати своје дотадашње тежње и равноправно и споразумно ући у државну заједницу са осталима, у првом реду Хрватском. Овакав став се показао изузетно далековид, имајући на уму силне кризе и промашаје који су уследили у југословенској монархији, као и грубо прекинути процес србијанског парламентаризма који је управо страховитом брзином напредовао, српско друштво сазревало, као што је и сама Самостална радикална странка, која је пред избијање Првог светског рата премашила Народну радикалну у својој популарности. У самом процесу уједињења, заједно са остатком србијанске опозиције стаје на страну Државе Словенаца, Хрвата и Срба са успешним циљем остављајући пашићевце из НРС-a усамљене и у намери да се што већим консензусом договорно створи заједничка држава, а умањи моћ Пашићевог унитаризма.
1919. године у Привременом народном представништву Срба, Хрвата и Словенаца, Самостална радикална странка ступа у клуб са Српском народном самосталном странком из Аустроугарске, односно Троједнице, стварајући Демократску заједницу. Процес се потом наставља и у Сарајеву се исте године многобројне политичке странке широм југословенског етничког простора уједињују у Демократску странку, чије председничко место узима лидер СРС-a Љуба Давидовић. Самостална радикална странка је главна странка из Србије која је ушла у новостворену и прву југословенску политичку странку.